# 産業財閥
産業財閥（さんぎょうざいばつ）とは、製造業分野を中心に複数の会社を保有して多角的かつ体系的に事業を経営した財閥である。

## 定義と実例
産業財閥とは、製造業分野を中心に複数の企業を保有し、一連の企業を持株会社を中心に体系化して、多角的事業経営をするが、銀行（金融部門）を保有せず、財閥としての発達が産業中心に偏っている財閥である。浅野財閥、大倉財閥、古河財閥が該当する。

## 銀行を保有しない原因
- 大倉財閥 創業者の大倉喜八郎は「事業狂い」と言われるほど次々に新しい事業を興して数多くの企業を設立した[3][4]。それにもかかわらず銀行経営だけは拒否した。大倉喜八郎は事業を借金で経営するのは危険だと考え、銀行の預金を借金と見做し、銀行は借金で事業を経営すると考えたからである。大倉財閥内部で、たびたび銀行設立が提案されたが、その度に大倉喜八郎が反対した[5]。この経営方針は、大倉喜八郎の死後も受け継がれた[6]。

- 古河財閥 創業者の古河市兵衛は、銅に関連する事業しか行わないという「産銅一本主義」を信条とし「自分は黒いもの（石炭）は好きでない。山はアカ（銅）に限る」と述べて炭鉱経営ですら拒否した。1903年(明治36年)に古河市兵衛が没した後も、腹心だった木村長七と近藤陸三郎が「産銅一本主義」を墨守した[7]。その木村が古河合名（持株会社）の理事長を退任し、後任の近藤が1917年（大正6年）に死亡すると、古河財閥は一気に多角化を始め、東京古河銀行（後に古河銀行に改称）や古河商事その他を設立したが、古河商事が1920年（大正9年）に思惑的雑穀取引で大損害を出して破綻すると、その負債のせいで古河財閥全体が窮地に陥った[8]。古河銀行は低金利で古河合名（持株会社）に融資したが、それが銀行の貸出全体の4割に達した[9]。預金量を増やすために高金利で預金を集めたので経営状態が悪化し、1927年（昭和2年）の金融恐慌では大規模な取付を受け[10]、辛うじて破綻を免れたものの、1931年（昭和6年）に古河銀行は解散した[11][12]。

- 浅野財閥 創業者の浅野総一郎は明治時代の前半から積極的に多角化を推進したが[13]、銀行は大正時代になってから始めた。1916年（大正5年）に第五銀行を傘下に入れると資本金を百万円に増資して、日本昼夜銀行に改称し、午前9時から午後8時の昼夜営業を開始して顧客を増やした。1917年（大正6年）9月に資本金を五百万円に増資したが[14]、その年末には預金が1065万円余なのに貸出金が1515万円余になり、貸出高が預金高を超えるオーバーローンとなったために借入金や再割引などで275万円を計上した[15]。1918年（大正7年）3月に浅野昼夜銀行に改称した。1920年（大正9年）に、資本金を千万円に増資して2月に浅野総一郎が頭取に就任したが、3月に戦後恐慌が起きて、預金が2000万円から1210万円に減少し、保有する有価証券が暴落し、貸付金が不良債権になり、浅野財閥の諸会社への救済融資が増加して固定化し、銀行の資金が枯渇し経営が急迫した。赤坂・亀戸・浅草・神田・芝に支店を開設して預金を増やしたが、12月に小規模な取付騒ぎに遭い、安田銀行から300万円の資金援助を受けた[16]。第一次世界大戦中の好景気の時期に浅野財閥各社は高収益をあげたが、それより大きな資金を、浅野総一郎は22の会社新設や買収に費やした。浅野昼夜銀行が、このように大規模な事業拡張資金の需要を満たすことは本来は不可能だが、浅野は銀行の経営状態などお構いなしに、ただひたすら事業を拡大した[17]。さらに大阪支店・京都支店・青梅出張所を設置して預金を約200万円も増やすが、貸付金はそれ以上に増加して、借入金・コールマネー・再割引手形の合計額が増加した[18]。浅野昼夜銀行は破綻寸前だったが、浅野同族会社（持株会社）や浅野財閥全体も苦境にあったので、浅野総一郎は銀行より浅野同族会社の資金繰りを優先した。1922年（大正11年）5月8日に浅野造船所が経営難のせいで解雇する職工1600人以上に約466,000円を支払うことになったが、それが新聞で詳しく報道されたために、浅野昼夜銀行で取付騒ぎが起きて預金が激減し、5月8日に支払う解雇金が不足して危機的状況に陥ったが、辛うじて資金を調達することが出来た。これがきっかけで、浅野財閥は安田財閥と日本銀行に、徹底的に救済してくれるように懇願したので、当時安田財閥の実質的トップだった結城豊太郎が日銀総裁井上準之助と協議して経営引受を決めた。1922年（大正11年）8月15日に浅野昼夜銀行は安田財閥傘下に入った[19]。